# Doviella prima
Doviella prima – gatunek widłonoga z rodziny Clausidiidae; jedyny przedstawiciel rodzaju Doviella. Gatunek i rodzaj opisał w 1986 roku Carlos Eduardo Falavigna da Rocha. Miejsce typowe to estuarium rzeki Una do Prelado w brazylijskim stanie São Paulo.